# Podlonk
Podlonk este o localitate din comuna Železniki, Slovenia, cu o populație de 159 de locuitori.